# Auditore
Auditore est une commune italienne d'environ 1 600 habitants, située dans la province de Pesaro et Urbino, dans la région Marches, en Italie centrale.
Le village fait partie du territoire historique du Montefeltro.

## Géographie
Cette commune est très belle, elle s'accorde assez bien avec le paysage environnant.

## Monuments et patrimoine
Il y a la cathédrale Auditore, bâtie en 1763.

## Administration
| Période                                  | Période | Identité | Étiquette | Qualité |
| ---------------------------------------- | ------- | -------- | --------- | ------- |
|                                          |         |          |           |         |
| Les données manquantes sont à compléter. |         |          |           |         |

### Communes limitrophes
Gemmano, Mercatino Conca, Montefiore Conca, Sassocorvaro, Tavoleto, Urbino